# 多摩中央警察署
多摩中央警察署（たまちゅうおうけいさつしょ）は、警視庁が管轄する警察署の一つである。第九方面本部所属。
管轄区域が神奈川県川崎市多摩区、並びに麻生区と隣接しており、神奈川県多摩警察署と区別する必要があること、また所在地が多摩センター地区であることなどから、「中央」が名称に入っている。
署員数およそ310名、識別章所属表示はVI。

## 所在地
- 東京都多摩市鶴牧一丁目26番地の1

## 管轄区域
- 多摩市
- 稲城市

## 沿革
- 1973年：日野警察署からの分離設置決定。
- 1988年2月25日：警視庁多摩中央警察署開設。

## 組織
- 警務課
- 会計課
- 交通課
- 警備課
- 地域課
- 刑事組織犯罪対策課
- 生活安全課

## 交番

### 多摩市
- 桜ケ丘駅前交番（多摩市関戸一丁目11番地16）
- 永山駅前交番（多摩市永山一丁目45番地）
- 永山四丁目交番（多摩市永山四丁目20番地）
- 愛宕交番（多摩市乞田1101番地）
- 貝取交番（多摩市貝取四丁目3番地）
- 多摩センター駅前交番（多摩市落合一丁目40番地）

### 稲城市
- 矢野口交番（稲城市矢野口432番地の1先）
- 大丸交番（稲城市大丸522番地の7）
- 平尾交番（稲城市平尾三丁目7番地の27）
- 若葉台駅前交番（稲城市若葉台二丁目101番地）

## 駐在所

### 多摩市
- 落合六丁目駐在所（多摩市落合六丁目3番地1）
- 北貝取駐在所（多摩市貝取一丁目44番地の2）
- 聖ヶ丘駐在所（多摩市聖ヶ丘二丁目20番地5）
- 和田駐在所（多摩市和田39番地2）
- 連光寺駐在所（多摩市連光寺三丁目1番地7）
- 桜ヶ丘駐在所（多摩市桜ヶ丘四丁目1番地1）
- 唐木田駅前駐在所（多摩市唐木田一丁目1番地の10）

### 稲城市
- 東長沼駐在所（稲城市東長沼602番地の2）
- 百村駐在所（稲城市百村66番地の1）
- 坂浜駐在所（稲城市坂浜2934番地の1）
- 向陽台駐在所（稲城市向陽台三丁目7番地の4）
- 長峰駐在所（稲城市長峰二丁目2番地の1）

## 地域安全センター
- 落合地域安全センター（多摩市落合四丁目16番地の2）2007年4月1日に落合交番から転換。

## 主な未解決事件
- 坂浜路上自動車盗による強盗殺人事件[1]